# أم دم راسموسن
أم دم راسموسن (بالإنجليزية: Rasmussen's aneurysm)‏ هو تمدد في الشريان الرئوي مُجاوِر أو في داخل الجَوْفٌ السُلِّيٌّ. وتُصيب 5% من المرضى الذين يُعانون من هذه الآَفات. ومن المُمكن أن يؤدي إلى النزيف أو التمزق.